# Grinspoon
Grinspoon es una banda australiana de rock formada en 1995 por Phil Jamieson y Pat Davern como guitarristas, Joe Hansen en el bajo y Kristian Hopes en la batería.

## Historia
El nombre de la banda tiene su origen en el Dr. Lester Grinspoon, un activista en favor de la marihuana. Phil Jamieson, Pat Davern, Joe Hansen y Kristian Hopes decidieron formar una banda con el propósito de alzarse con el concurso Unearthed, organizado por la radio nacional Triple J y que consiste en cazar talentos. La banda ganó el premio gracias a su sencillo "Sickfest", la primera canción compuesta de los jóvenes miembros del grupo.
Su primer material musical fue Grinspoon EP, también conocido como Green EP, lanzado por Oracle, un sello independiente y que incluía su exitoso "Sickfest" entre las canciones del disco. Un año más tarde, en diciembre de 1996 la banda lanza Licker Bottle Cozy, en el que ya aparecen "Champion" y "Post Enebriated Anxiety", dos de los sencillos que más éxito reportaron a la banda, sobre todo en Estados Unidos. En febrero de 1997 entran en el estudio de grabación para comenzar con las sesiones del que sería su primer larga duración. Sin embargo, no sería hasta julio de 1998 cuando la banda lanzase, junto a Universal Records, Guide to Better Living. El álbum tuvo un gran éxito en Australia, permaneciendo 26 semanas consecutivas en las listas australianas y logrando el doble platino. Pero en Estados Unidos fracasó estrepitosamente, aunque salvó, en cierto modo, el relativo éxito de la banda con "Champion", canción que apareció en la banda sonora del videojuego Gran Turismo 3.
En 1999 la banda lanzó Easy, su segundo álbum de estudio, que incluía un disco bonus con 11 temas en directo desde el Falls Festival de 1998. Este álbum no fue distribuido en Estados Unidos, debido al fracaso del anterior.
Hasta 2002, la banda no se decidió a lanzar nuevo material. En ese año apareció New Detention, el tercer disco de estudio de Grinspoon con un cierto cambio de tendencia musical, más comercial, con power ballads como "Chemical Heart", que se alzó con el 2.º lugar de las listas ARIA. La formación, que se había caracterizado por sus potentes directos en los que nunca faltó la polémica, las drogas y el alcohol (Phil Jamieson, líder de Grinspoon, ha tenido durante su carrera varios problemas con el alcoholismo y drogas como la metanfetamina) y sus agresivos discos, había tornado su dirección musical fruto de la madurez y del cambio natural de su sonido musical, según argumenta la propia banda. En 2003 publicaron un EP titulado Panic Attack, en el que apareció el cover de INXS "Don't Change".
Thrills, Kills & Sunday Pills es el cuarto álbum de Grinspoon, lanzado en 2004, y del que se extrajeron los sencillos "Hard Act To Follow", "Better Off Alone" y "Hold On Me". Su último trabajo hasta la fecha es Alibis & Other Lies, lanzado en 2007, su último trabajo con la multinacional Universal.

## Discografía
Álbumes de estudio
- 1997: Guide to Better Living
- 1999: Easy
- 2002: New Detention
- 2004: Thrills, Kills & Sunday Pills
- 2007: Alibis & Other Lies
- 2012: Black Rabbits